# Lovro Zovko
Lovro Zovko (Zagreb, Croacia, 18 de marzo de 1981) es un tenista profesional de Croacia.
Zovko se hizo profesional en 1999.
Sus resultados más destacados han sido las 4 finales de torneos de la ATP que ha alcanzado.

## Títulos (0)

### Dobles (0)

#### Finalista (5)
| No. | Fecha                 | Torneo        | Superficie    | Compañero     | Oponentes en la final                 | Resultado        |
| 1.  | 17 de julio de 2000   | Umag, Croacia | Tierra batida | Ivan Ljubičić | Albert Portas Álex López Morón        | 6–1, 7–6 (2)     |
| 2.  | 16 de julio de 2001   | Umag, Croacia | Tierra batida | Ivan Ljubičić | Sergio Roitman Andrés Schneiter       | 6–2, 7–5         |
| 3.  | 8 de octubre de 2007  | Moscú, Rusia  | Dura          | Tomáš Cibulec | Marat Safin Dmitry Tursúnov           | 6–4, 6–2         |
| 4.  | 22 de octubre de 2007 | Lyon, Francia | Dura          | Łukasz Kubot  | Sébastien Grosjean Jo-Wilfried Tsonga | 6–4, 6–3         |
| 5.  | 30 de julio de 2011   | Umag, Croacia | Tierra batida | Marin Čilić   | Simone Bolelli Fabio Fognini          | 6-3, 5-7, [10-7] |